# Liste der Landschaftsschutzgebiete in der Stadt Neumünster
Die Liste der Landschaftsschutzgebiete in der Stadt Neumünster enthält die Landschaftsschutzgebiete der kreisfreien Stadt Neumünster in Schleswig-Holstein.
In Neumünster wurden mehrere einzelne Gebiete unter dem Sammelnamen „Stadtrand Neumünster“ zusammengefasst.
| Bild                                                | Nummer   | Bezeichnung des Gebietes | Fläche in Hektar | WDPA-ID | Koordinaten | Stadt/Landkreis | Datum der Verordnung | Fundstelle |
| --------------------------------------------------- | -------- | ------------------------ | ---------------- | ------- | ----------- | --------------- | -------------------- | ---------- |
| LSG Stadtrand Neumünster, an der Margarethenschanze | 4-NMS-01 | Stadtrand Neumünster     | 2954,17          | 324764  | Position    | Neumünster      | 1984                 |            |

Anmerkung
1. ↑  Landschaftsschutzgebiete Neumünster
2. ↑  Koordinaten wurden dem European Nature Information System (EUNIS) der Europäischen Umweltagentur entnommen: Nationally designated areas (CDDA), Datei CDDA_v12_csv.zip, Stand Oktober 2014. Die Tabellenspalte WDPA-ID gibt die genauen Grenzen an.